# Havelockia perdita
Havelockia perdita is een zeekomkommer uit de familie Phyllophoridae.
De wetenschappelijke naam van de soort werd in 1910 gepubliceerd door René Koehler & Clément Vaney.